# Viljem Pfeifer
Viljem Pfeifer, slovenski politik * 30. avgust 1842, Kočevje, † 9. december 1917, Krško.

## Življenje in delo
Gimnazijo je obiskoval v Novem mestu in Ljubljani, kjer je leta 1861 tudi maturiral. Študij prava je prekinil, ko je po stricu podedoval posestvo v Krškem in bil tu 1875 izvoljen za župana. Kot kandidata mladoslovencev so ga v državi zbor leta 1873 izvolile kmečke občine Novo mesto-Črnomelj-Krško. Ta mandat je obdržal do 1907. Kot poslanec državnega zbora se je med drugim zavzemal tudi za gradnjo dolenjske in belokranjske železnice (1886, 1889, 1901–1906), za regulacijo Save in Krke (1901) in za gradnjo ter obnovo cest. Vložil je zakonski predlog za razveljavljenje vinsko-carinske določbe v trgovski pogodbi z Kraljevino Italijo (1900) in zahteval carino na italijanska vina. V letih 1877−1907 je v kranjskem deželnem zboru zastopal kmečke občine Novo mesto-Kostanjevica-Krško (1877–1901) in Črnomelj-Metlika (1901–1907). V deželnem zboru je bil član gospodarskega in upravnega odseka, več let član odseka za letno poročilo, član finančnega in 1886 do 1887 član odseka za občinsko upravo. Tudi v deželnem zboru se je zavzemal za gospodarske potrebe kranjske dežele in svojega volilnega okraja. 